# W!Games
W!Games (fins al 2007 conegut com a Woedend! Games) fou una empresa desenvolupadora de videojocs ubicada a Amsterdam, Països Baixos creada el 2005 a Amsterdam. El 2010 W!Games es va fusionar amb el Vanguard Entertainment. El 2014 es va fusionar de nou en Force Field, per focalitzar-se únicament a plataformes de realitat virtual i realitat augmentada. El 2021 Force Field va ser adquirit per Vertigo Games.